# Петров, Александр Григорьевич
Александр Григорьевич Петров (1802—1887) — русский педагог и цензор. Тайный советник.

## Биография
Родился 24 октября (5 ноября) 1802 года в семье директора Воронежских училищ Григория Андреевича Петрова.
По окончании курса в Воронежской гимназии поступил в Императорский Харьковский университет, где учился на юридическом факультете и посещал лекции этико-филологического отделения философского факультета. В 1819 году окончил университет со степенью кандидата и 25 февраля 1820 года был назначен преподавателем законоведения Киевской гимназии.
С 8 октября 1833 года одновременно с учительской должностью занял должность чиновника особых поручений при попечителе Киевского учебного округа, с 31 января 1834 года был синдиком университета Св. Владимира. Был назначен 25 мая 1835 года директором училищ Киевской губернии и после учреждения в Киеве новой гимназии, с 1 января 1836 года стал директором 1-й гимназии и некоторое время в том же году исполнял ту же должность во 2-й киевской гимназии, а с 17 мая 1838 года был назначен инспектором классов Киевского института благородных девиц. Участвовал в работе особого комитета, учреждённого по высочайшему повелению для начертания проекта Положения о раввинах и духовных при них управлениях.
Учившийся в 1-й гимназии Н. Н. Ге писал о нём:

Он был человек среднего роста, с большой головой, покрытой черными волосами; добрые и умные глаза, большая нижняя губа, как у античных голов, бросались в глаза. Говорил он по-русски, прибавляя «-с» к концу слов, говорил громко и приятно; был он человек простой и добрый; мы его любили и уважали.
Часто приходил он к нам в пансион не как начальник, а всегда за делом: приносил или новую книгу, или особенное какое-нибудь известие, новое в науке или в искусстве, или что-либо относящееся к явлениям общественным. Часто он приходил к кому-нибудь одному из учеников, желая ему сделать что-нибудь полезное. У нас любили музыку. Много учеников из поляков отлично играли на фортепиано. Часто меня заставал Александр Григорьевич слушающим хорошую игру. Он на цыпочках подходил ко мне, подсаживался и слушал сам и никогда не оскорблял меня замечанием, почему я не занимаюсь уроками. Он знал, что и это дорого, и это образовывает человека. В гимназии, входя в класс, он всегда имел с собою что-нибудь, чтобы предложить ученику: или ножик, или карандаш, или резинку. Во всех классах он встречал своих друзей по любви к образованию. Он дарил шахматы, книги, рисунки, диксионеры (словари), все, что может служить развитию.
Служба в Киеве продолжалась до 20 июля 1844 года, когда он был назначен директором Ришельевского лицея в Одессе. С 27 сентября 1844 до 23 декабря 1846 года он также исправлял должность попечителя Одесского учебного округа, а 3 августа 1846 года был назначен помощником попечителя в должности начальствующего над лицеем, которым он руководил до 16 декабря 1852 года, когда по прошению был уволен. 2 февраля 1853 года вышел в отставку.
Через 7 лет, 21 июля 1860 года, он снова поступил на службу — цензором в Московский цензурный комитет; 17 апреля 1863 года был произведён в чин действительного статского советника, а 30 августа 1865 года был назначен председателем Санкт-Петербургского цензурного комитета; 1 января 1875 года произведён в тайные советники.
Умер в Санкт-Петербурге 31 июля (12 августа) 1887 года в должности председателя Цензурного комитета и в звании члена Совета Главного управления по делам печати. Похоронен на Митрофаниевском кладбище с супругой Еленой Васильевной (23.04.1820—17.05.1893).

## Награды
- орден Св. Владимира 4-й ст. (1840)
- орден Св. Станислава 2-й ст. (1842)
- орден Св. Анны 2-й ст. (1848)
- орден Св. Владимира 3-й ст. (1866)
- орден Св. Станислава 1-й ст. (1868)
- орден Св. Анны 1-й ст. (1872)
- орден Св. Владимира 2-й ст. (1878)